# 巴基斯坦塔利班运动
巴基斯坦塔利班运动（羅馬化：Tehreek-i-Taliban Pakistan）通稱巴基斯坦塔利班，简称巴塔（TTP），是南亚国家巴基斯坦的一个伊斯兰武装组织，被联合国安理会、巴基斯坦、阿拉伯聯合大公國、美国政府、英国政府和加拿大政府等列入恐怖主义组织名单 。它建立于2007年12月，创始人名叫贝图拉·马哈苏德，大约有1万名成员（也有人估計為3萬至3萬5千名成員），主要活跃在巴基斯坦西北部的开伯尔-普什图省和俾路支省，意图仿效塔利班在巴基斯坦建立伊斯兰神权国家。

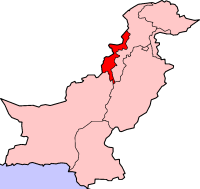
巴基斯坦塔利班运动的主要战区

## 历史

### 2005年
2005年，贝图拉·马哈苏德和巴基斯坦政府达成停战协议，他用“不再支持基地组织和阿富汗塔利班”换取“巴基斯坦当局在南瓦济里斯坦特区的治权”，私下里却仍然积蓄实力，壮大队伍。

### 2007年
12月，贝图拉·马哈苏德正式对外宣布“巴基斯坦塔利班运动”，脱离阿富汗塔利班而自立门户，他和该组织获得了基地组织的援助，同时宣布“把美国人赶出巴基斯坦”，他和他的追随者原本是巴基斯坦邻国阿富汗塔利班的一个分支，但是2001年阿富汗塔利班当局被美国政府推翻，2002年贝图拉·马哈苏德不得不亡命巴基斯坦西北部，同时宣誓效忠阿富汗塔利班，由于巴基斯坦国内局势动荡不安，无暇安内，自此贝图拉·马哈苏德的势力就日渐壮大。

### 2008年
8月25日，巴基斯坦塔利班运动武装分子袭击巴基斯坦一名省议员瓦盖尔·艾哈迈德的家，杀害10人，包括其兄弟、2个侄子、7个警卫，而他本人则幸免于难。

### 2009年
8月，贝图拉·马哈苏德被美国空军无人飞机空袭炸死。

### 2010年
5月28日，巴基斯坦塔利班运动在巴基斯坦拉合尔地区的2栋清真寺制造枪战和爆炸，死亡人数80人，受伤人数100余人。同日，巴基斯坦塔利班运动在巴基斯坦邻国印度西孟加拉邦制造火车脱轨事件，死亡人数80人，受伤人数200余人。
9月1日，美国政府正式把巴基斯坦塔利班运动列入恐怖主义名单，禁止美国国内公民给它物质和金钱援助。

### 2011年
2011年7月5日，加拿大政府把巴基斯坦塔利班运动列入恐怖主义名单，禁止加拿大国内公民给它物质和金钱援助。
11月22日，巴基斯坦塔利班运动宣布在巴基斯坦国内和巴基斯坦当局停火休战。

### 2013年
7月14日，美国媒体称巴基斯坦塔利班派遣了100余人成员去支持叙利亚圣战者。
7月16日，巴基斯坦塔利班运动一名高级指挥官否认巴基斯坦塔利班运动武装分子去叙利亚参加叙利亚内战，称“一些塔利班成员进入叙利亚参战是个人行为”，他同时声称，“日前塔利班有更好的袭击目标，即以美国为首的北约部队还在阿富汗……巴沙尔·阿萨德对我们来说并不重要，美国人才是大得多的恶魔，贝拉克·奥巴马是最大恶魔”。
11月1日，美国空军无人飞机空袭北瓦济里斯坦特区首府米兰沙阿，炸死6名巴基斯坦塔利班武装分子，其领导人哈基穆拉·马哈苏德也同样丧生。次日，巴基斯坦塔利班武装分子聚集在米兰沙阿，参加他们领导人哈基穆拉·马哈苏德的葬礼，并且朝着天空中美国无人飞机开枪示警。巴基斯坦塔利班发言人阿兹曼·塔瑞克在发言中强调：“哈基穆拉·马哈苏德的每一滴血都要以自杀式爆炸的形式进行偿还”；而巴基斯坦当局召见美国驻巴基斯坦大使理查德·奥尔森，转交信函一封，抗议美国政府杀害哈基穆拉·马哈苏德；巴基斯坦内政部长尼萨尔对外表示要重新考虑巴基斯坦和美国的外交关系；巴基斯坦正义运动党领导人伊姆兰·汗则表示将会封锁巴基斯坦国内的北约供给线。

### 2021年之后
塔利班接管阿富汗政权后，释放了大量巴基斯坦塔利班武装分子，随后巴基斯坦的安全局势急剧恶化。2022年，在阿富汗塔利班当局的调停下，巴基斯坦塔利班运动一度停火，但随后停火破裂，巴基斯坦塔利班在全国发动多次袭击。巴基斯坦高级官员指责塔利班执政当局没有采取足够措施来控制武装团体越过漏洞百出的边界的行动。
时任巴基斯坦外交部长比拉瓦尔·布托·扎尔达里在针对政治活动的巴焦尔爆炸事件发生几天后表示，“我们将根据国际法采取行动保卫自己。如果阿富汗当局不采取行动，那么内部行动可能是选择之一，但不是第一选择。”巴焦尔袭击事件发生一周后，巴基斯坦陆军总司令赛义德·阿西姆·穆尼尔将军也谴责“阿富汗国民参与”对巴基斯坦领土发动袭击，并称这“损害了地区和平与稳定”。巴基斯坦随后驱逐170多万境内的阿富汗非法移民以示报复。

## 领导人

### 现任
- 努尔·瓦利·马哈苏德（英语：Noor Wali Mehsud），2018年6月起擔任巴塔首領。
- 阿卜杜勒·瓦利（Abdul Wali，或Omar Khalid，或Umer Khalid）[20][21]
- 阿斯玛图拉·穆阿维叶（Asmatullah Muawiya）[22][23]
- 阿德南·拉希德（Adnan Resheed）[24][25]
- 哈菲兹·多拉特汗（Hafiz Dolat Khan）[26]
- 穆罕默德·阿里夫（Muhammad Arif）[27]
- 穆夫提·沙菲克（Mufti Shafique）[28][29]
- 哈菲兹·赛义德汗（Hafiz Saeed Khan）
- 毛拉纳·古尔·扎曼（Maulana Gul Zaman）[30]
- 毛拉纳·阿布·巴克尔（Maulana Abu Bakar）[31]

### 前任
- 贝图拉·马哈苏德，巴基斯坦塔利班运动创始人，2009年被美国空军无人飞机空袭炸死。
- 卡里·侯赛因·马哈苏德（英语：Qari Hussain），贝图拉·马哈苏德的助手，2010年10月7日丧生。[32][33]
- 齊亞-烏爾-拉赫曼（Zia-ur-Rahman），巴塔情報網絡負責人，2011年7月3日在伊斯蘭堡被逮捕。[34]
- 毛拉韦穆罕默德·伊夫蒂哈尔（Maulvi Muhammad Iftikhar），巴基斯坦塔利班6名主要领导人之一，2011年10月14日丧生。[35]

- 穆拉达杜拉（Mullah Dadullah），2012年8月24日丧生。[36]
- 毛拉韦阿巴斯·瓦济尔（Maulvi Abbas Wazir），2012年12月21日丧生。[37]

- 瓦利·穆罕默德·马哈苏德（Wali Muhammad Mehasud，或Toofan Mehasud），2013年1月6日丧生。[38][39][40]
- 法基尔穆罕默德（Faqir Mohammed），2013年2月18日被逮捕。[41][42]
- 阿拉姆·谢尔·马哈苏德（Alam Sher Mehasud），2013年3月14日被逮捕。[43][44]
- 瓦利乌尔·拉赫曼·马哈苏德（Waliur Rehman Mehasud），2013年5月29日丧生。[45][46][47]
- 拉蒂夫·马哈苏德（Latif Mehasud，或Latifullah Mehasud），2013年10月5日被逮捕。
- 哈基穆拉·马哈苏德，2009年接任巴基斯坦塔利班首領，2013年11月1日被美国空军无人飞机空袭炸死。[48][49][50][51]
- 阿卜杜拉·巴哈尔·马哈苏德（Abdullah Bahar Mehsud），巴基斯坦塔利班副首領，哈基穆拉·马哈苏德的谋士，2013年11月1日丧生。[52]
- 塔里克·阿弗里迪（Tariq Afridi），2012年8月29日丧生[53][54][55]（另有報導稱他死於2013年11月1日空襲[56]）。

- 阿斯玛图拉·沙欣·贝坦尼（Asmatullah Shaheen Bhittani）[57]，在哈基穆拉·马哈苏德死後曾擔任臨時首領，2014年被身份不明的襲擊者殺害。[58]

- 汗·赛义德·沙伊纳，2018年2月8日被美軍無人機炸死。[59]
- 毛拉法茲盧拉（Mullah Fazlullah），2013年接任巴塔首領，[60]2018年死於美軍無人機空襲。

- 阿洪扎达·阿斯兰·法鲁基（Akhunzada Aslam Farooqui）[61][62]，後來加入伊斯蘭國，2020年被捕。[63]

- 曼加尔·巴格·阿弗里迪（Mangal Bagh Afridi），「伊斯蘭軍」（2015年加入「巴塔」）首領，[64][65]2021年1月被路邊炸彈炸死。[66]

### 巴基斯坦塔利班但不属于前巴基斯坦塔利班运动

#### 现任
- 哈菲兹·古尔·巴哈杜尔（Hafiz Gul Bahadur）
- 巴哈瓦尔汗·瓦济尔（Bahawal Khan Wazir）[67]

#### 前任
- 毛拉韦纳齐尔（Maulvi Nazir），2013年1月2日丧生。[68][69][70]
- 卡里·扎因丁·马哈苏德（Qari Zainuddin Mehasud），2009年6月23日丧生。[71]

## 发言人

### 现任
- 谢赫·马克布勒·奥拉克赛（Sheikh Maqbool Orakzai，或Shahidullah Shahid），巴基斯坦塔利班运动总发言人。[72][73]
- 阿扎姆·塔里克（Azam Tariq，或Asimullah Asim Mehasud）[74][75][76]
- 伊克拉穆拉·穆罕默德（Ikramullah Mohmand，或Omar Mukkaram Khurasani）[77][78][79]
- 穆罕默德·阿弗里迪（Mohammmand Afridi）[80]
- 穆罕默德·苏莱曼（Muhammad Suleman）
- 西拉杰丁·艾哈迈德（Sirajuddin Ahmed）[81]
- 阿布·巴希尔（Abu Baseer）[82]
- 艾哈迈德·马尔瓦特（Ahmed Marwat）[83]
- 阿卜杜勒·拉希德·拉什卡里（Abdul Rashid Lashkari）[84]

### 前任
- 毛拉韦奥马尔（Maulivi Omar），2009年8月18日被逮捕。[85]
- 穆斯林汗（Muslim Khan），2009年9月11日被逮捕。[86]
- 萨贾德·穆罕默德（Sajjad Mohmand，或Ehsanullah Ehsan），2013年6月25日被开除。[87]

## 媒体
巴基斯坦塔利班运动的媒体名叫“乌玛尔媒体”（Umar Media）。

## 各国态度

### 巴基斯坦、阿富汗
在阿富汗战争期间，巴基斯坦当局一方面派兵清剿巴基斯坦塔利班，一方面又和巴基斯坦塔利班保持密切接触和联系，经常停火、对话，当时巴基斯坦军方把印度视为其最大的敌人，而不是巴基斯坦塔利班。但是随着战争的结束，据称获得塔利班支持的巴基斯坦塔利班实力急剧膨胀，对巴基斯坦进行袭击的频率大幅增加。巴基斯坦政府和阿富汗塔利班政府的关系也急剧恶化，尽管阿富汗执政的塔利班政府否认其支持巴基斯坦塔利班，然而两国军队此后经常在杜兰线边界爆发武装冲突。

### 中华人民共和国
中国媒体报道称，阿富汗塔利班和巴基斯坦塔利班都秘密接收、培训新疆东突分子，意图联合东突分子，壮大实力，但是由于反恐战争期间美国、阿富汗和巴基斯坦的清剿，他们受到牵制，只能以“渗透”方式在新疆挑衅。中华人民共和国政府虽主张巴基斯坦塔利班和巴基斯坦当局和解，用对话解决问题和分歧，但由于巴基斯坦是中国的主要战略盟友，巴基斯坦军队获得了大量中国制武器以打击塔利班叛乱。巴基斯坦塔利班雖然一直對中巴經濟走廊持敵視态度，而且也一直叫嚣要支持東伊運，但實際情況是，巴基斯坦塔利班鮮有發動針對中國人恐怖襲擊的記錄。雖然人們都在懷疑造成9名中國公民遇害的7.14爆炸事件是其作爲，但依然缺乏足夠的證據，連巴基斯坦情報機構也不敢确定誰是7.14事件的真正元兇。雖然中國人一直将其當作對中國在巴基斯坦海外利益的直接威脅，但實際上巴基斯坦塔利班對中國利益的威脅不及俾路支解放軍。

#### 對中华人民共和国公民影響
2012年2月28日，巴基斯坦塔利班在巴基斯坦白沙瓦杀害一名中国女子。
2013年6月，2013年巴基斯坦登山恐怖襲擊事件，中国的兩名登山客杨春风、饶剑锋在巴基斯坦被巴基斯坦塔利班和“真主旅”杀害。
2015年5月24日，巴基斯坦塔利班運動發布一則視頻，據信視頻中的人質英文名為Hong Xudong，疑似中國公民洪旭東。視頻中被綁架者請求中國政府協助交付贖金以讓他獲釋，但並未說明贖金數額。
2015年8月22日，在遭到綁架一年多時間後，洪旭東在巴基斯坦西北部地區巴情報部門的一次行動當中獲救。巴方于23日晚间将其转交给中国驻巴基斯坦使馆。随后洪旭东返回中国湖北。

### 美国
巴基斯坦塔利班是美国在阿富汗战争中间接造成的一个军事组织，2010年9月1日，美国政府正式把巴基斯坦塔利班运动列入外国恐怖组织名单，禁止美国国内公民给它物质和金钱援助，同时美国空军的无人飞机在巴基斯坦国内扫荡巴基斯坦塔利班武装分子直到2018年终止。

### 加拿大
2011年7月5日，加拿大政府把巴基斯坦塔利班运动列入恐怖主义名单，禁止加拿大国内公民给它物质和金钱援助。

## 延伸阅读
- Who is Who in the Pakistani Taliban: A Sampling of Insurgent Personalities in Seven Operational Zones in Pakistan’s Federally Administered Tribal Area (FATA) and North Western Frontier Province （页面存档备份，存于） NAVAL POSTGRADUATE SCHOOL Program for Culture and Conflict Studies
- Interview with Tehrik-i-Taliban spokesperson Muslim Khan by Radio France Internationale in English April 2009
- S. R. Valentine, "Tehrik-i-Taliban Pakistan: Ideology & Beliefs" （页面存档备份，存于）, Pakistan Security Research Unit [PSRU], Briefing Paper 49, September 2009.
- S. R. Valentine, "'We are the Soldiers of Islam':Tehriki Taliban Pakistan and the Ideology of Dissent", ch. in U. Butt & N. Elahi (eds), Escaping Quagmire: Security, Strategy and the Future of Pakistan, Continuum, 2010.
- Ben Brumfield, Who are the Pakistani Taliban? （页面存档备份，存于）, CNN

## 外部連結
- （英文） Un profil du Tehrik-e-Taliban Pakistan （页面存档备份，存于）